# Jules Boucherit
Jules Boucherit (Morlaix, 29 marzo 1877 – Parigi, 1º aprile 1962) è stato un violinista e insegnante francese.

## Biografia
Jules Eugène Boucherit iniziò a studiare il violino con sua madre e con Narcisse-Augustin Lefort e Jules Garcin al Conservatorio Nazionale Superiore della Musica di Parigi. Completò gli studi con il Premier prix nel 1892. Dal 1894 suonò a fianco di Jacques Thibaud ai Concerts Colonne. Fece diverse registrazioni su 78 giri. Dal 1920 insegnò al Conservatorio Nazionale di Parigi. Durante l'occupazione tedesca, nascose giovani musicisti ebrei a Bourron-Marlotte.
Boucherit ebbe studenti che divennero famosi, come Manuel Quiroga, Ginette Neveu, Michel Schwalbé, Manuel Rosenthal, Ivry Gitlis, Michèle Auclair, Devy Erlih, Alban Perring, Janine Andrade, Jacques Dejean, Serge Blanc, Lola Bobesco, Henri Temianka, Jean Martinon, Marcel Chailley (futuro assistente di Boucherit e a sua volta prestigioso insegnante).
Nel 1956 sposò l'ex allieva Denise Soriano, sua compagna dal 1932, che ricevette a suo nome, nel dicembre 1994, la médaille des Justes (medaglia dei Giusti) attribuita postuma a Jules Boucherit dal Comitato per l'Yad Vashem di Gerusalemme.
Mancò a Parigi nell’aprile del 1962.
Lo scrittore e filosofo francese Marc Soriano raccolse gli scritti e le lettere di Boucherit che pubblicò nel 1993.
Jules era il fratello di Magdeleine Boucherit Le Faure.

## Opere dedicate
- Reynaldo Hahn, Concerto pour Violon et Orchestre, Paris, Heugel, 1928   “à Jules BOUCHERIT”